# Krauchthal
Krauchthal is een gemeente en plaats in het Zwitserse kanton Bern, en maakt deel uit van het district Emmental.
Krauchthal telt 2.289 inwoners.